# Ministro-chefe do Gibraltar
O Ministro-chefe do Gibraltar é o chefe do governo de Sua Majestade em Gibraltar. Além disso, ele é o líder do maior partido do Parlamento de Gibraltar, formalmente nomeado pelo governador de Gibraltar, representante da coroa britânica.
Foi criado após a concessão das primeiras medidas de autogoverno em 1964 à então colônia de Gibraltar pela Coroa Britânica. Desde então, houve seis ministros principais (um deles em mandatos não consecutivos). O atual ministro-chefe é, desde dezembro de 2011, Fabian Picardo.